# إدارة خدمات المعلوماتية
إدارة خدمات المعلوماتية (بالإنجليزية: IT service management)‏ تهدف إلى اعتماد والتصرف في جودة الخدمات في مجال تقنية المعلومات.